# 辛努塞尔特
名为辛努塞尔特（Senusret）的古埃及法老有：
- 辛努塞尔特一世
- 辛努塞尔特二世
- 辛努塞尔特三世

|  | 这是一个同类索引条目，列出擁有相同或近似名稱的同類型項目。 若您循內部連結來到此頁面，請考慮修正該，將其指向正確的條目。 |